# Le Méridien Piccadilly Hotel
Le Méridien Piccadilly Hotel est un hôtel de luxe 5 étoiles situé à Piccadilly, dans le centre de Londres. Il compte 280 chambres, divisées en séries par type, comprenant des Chambres Classiques, Chambres de Luxe, Chambres Club et des Suites Executive Junior.

## Histoire

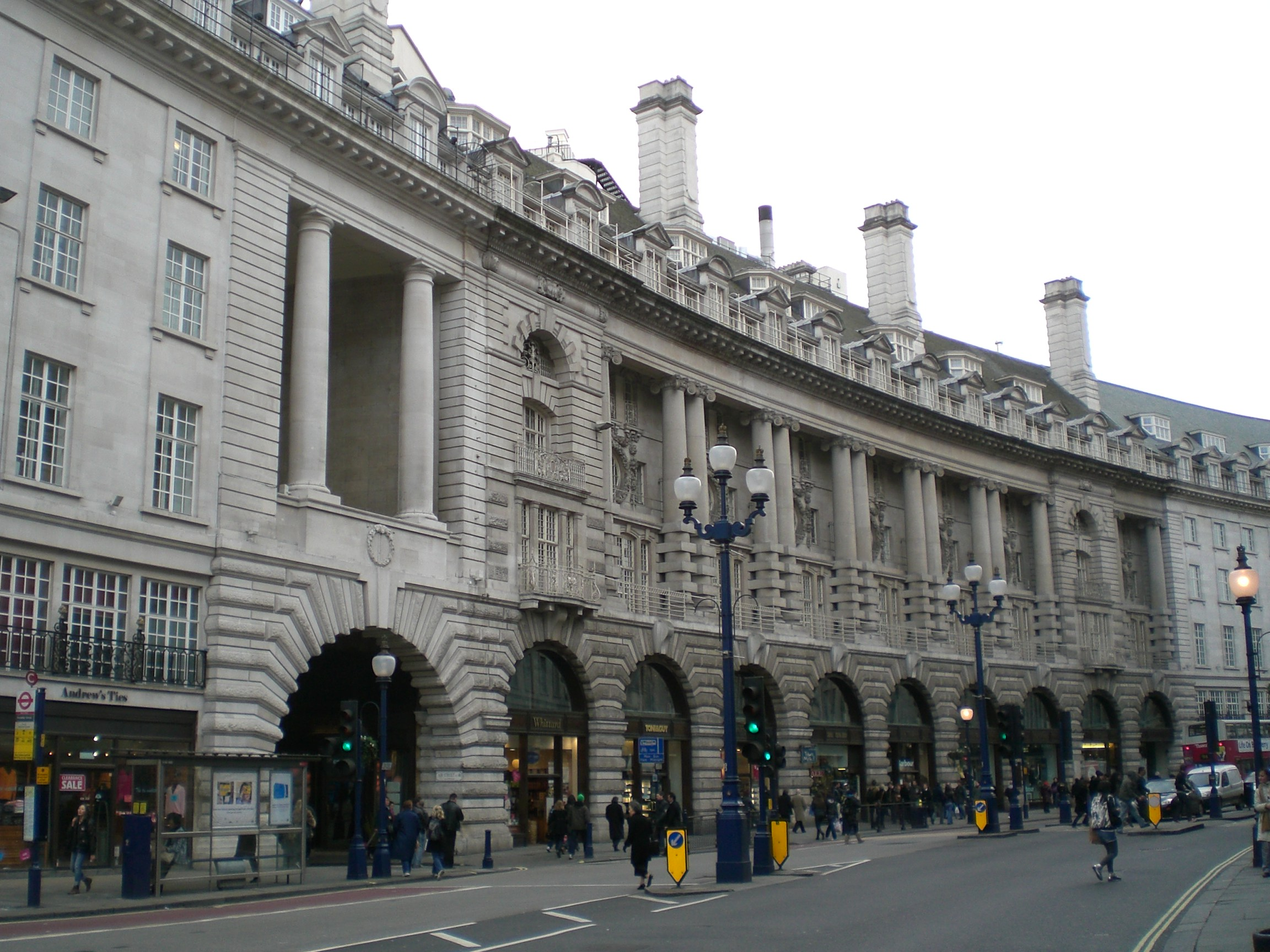
Façade arrière du Méridien Piccadilly, face à Regent Street

L'hôtel a été construit en 1908 sous le nom de The Piccadilly Hotel et a connu de nombreux propriétaires, avant d'être acheté par la chaîne d'hôtel française Le Méridien en 1986.
L'hôtel Le Méridien Piccadilly a été racheté par la société américaine Host Hotels & Resorts en 2010, après une importante rénovation.